# George Foster Platt
George Foster Platt (Petersburg, 27 luglio 1866 – Monrovia, 16 novembre 1928) è stato un regista teatrale e cinematografico statunitense.

## Filmografia
- Movie Fans (1915)
- The Angel in the Mask
- A Maker of Guns
- In a Japanese Garden (1915)
- His Wife (1915)
- Inspiration (1915)
- The Five Faults of Flo (1916)
- What Doris Did - cortometraggio (1916)
- The Net - cortometraggio (1916)
- Deliverance (1919)